# 53 станції Східноморського шляху
53 станції Східноморського шляху (яп. 東海道五十三次, とうかいどうごじゅうさんつぎ — тōкай-дō ґоджюсан цуґі) — в Японії XVIII — XIX століття 53 містечка-станції на Східноморському шляху, на проміжку від Великого мосту Третьої вулиці в Кіото до Японського мосту в Едо. Зображені в серії картин Утаґави Хірошіґе «53 станції Східноморського шляху», що вважаються шедеврами японського мистецтва укійо-е.

## Станції
Зі сходу (Едо) на захід (Кіото)
| 1. Станція Шінаґава 2. Станція Кавасакі 3. Станція Канаґава 4. Станція Ходоґая 5. Станція Тоцука 6. Станція Фуджісава 7. Станція Хірацука 8. Станція Ойсо 9. Станція Одавара 10. Станція Хаконе 11. Станція Мішіма 12. Станція Нумадзу 13. Станція Хара 14. Станція Йошівара 15. Станція Камбара 16. Станція Юй 17. Станція Окіцу 18. Станція Еджірі | 1. Станція Фучю 2. Станція Маріко 3. Станція Окабе 4. Станція Фуджієда 5. Станція Шімада 6. Станція Каная 7. Станція Ніссака 8. Станція Какеґава 9. Станція Фукурой 10. Станція Міцуке 11. Станція Хамамацу 12. Станція Майсака 13. Станція Арай 14. Станція Шірасука 15. Станція Футаґава 16. Станція Йошіда 17. Станція Ґою 18. Станція Акасака | 1. Станція Фуджісака 2. Станція Окадзакі 3. Станція Чірю 4. Станція Нарумі 5. Станція Мія 6. Станція Кувана 7. Станція Йоккаїчі 8. Станція Ішіякуші 9. Станція Шьоно 10. Станція Камеяма 11. Станція Секі 12. Станція Сакашіта 13. Станція Цучіяма 14. Станція Мінакучі 15. Станція Ішібе 16. Станція Кусацу 17. Станція Оцу |